# La Sylphide

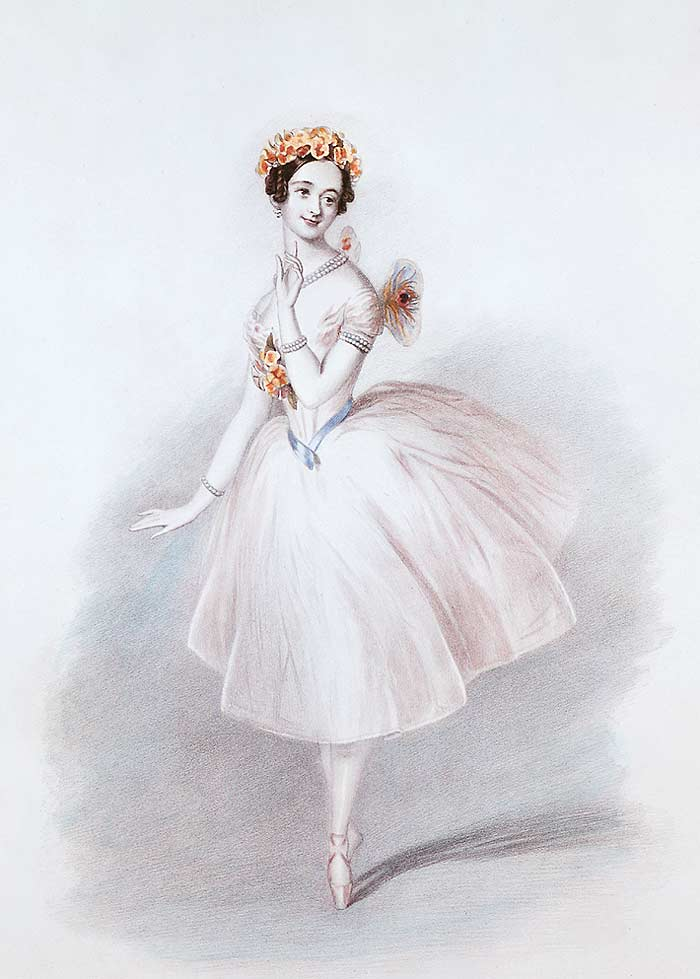
Marie Taglioni in der Titelrolle des Balletts La Sylphide (1832)

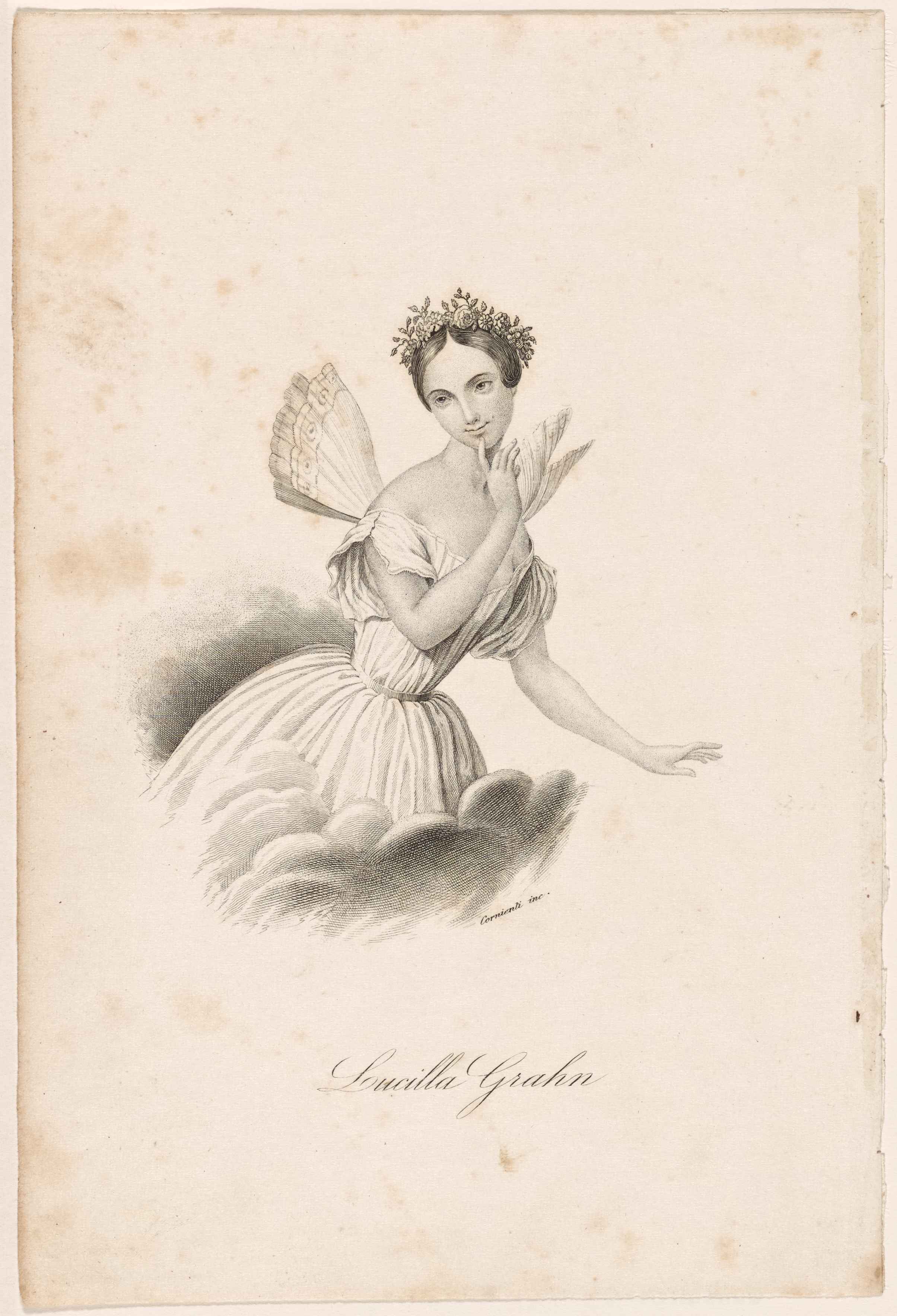
Lucille Grahn

La Sylphide ist eine romantische Ballett-Pantomime in zwei Akten. Das Libretto schuf Adolphe Nourrit, die Musik komponierte Jean-Madeleine Schneitzhoeffer, die ursprüngliche Choreografie stammte von Filippo Taglioni.

## Entstehung, Aufführungen, Fassungen
Die Uraufführung fand am 12. März 1832 im Théâtre de l’Academie Royale de Musique, dem Theater der königlichen Musikakademie, in Paris statt, die Titelrolle tanzte die Tochter des Choreografen Marie Taglioni, die in der Rolle Sensation machte und dem Ballett zu internationalem Erfolg verhalf. Weitere Aufführungen mit der Taglioni fanden am 26. Juli 1832 in Covent Garden/London, am 18. September 1837 in Sankt Petersburg oder am 19. Mai 1841 an der Mailänder Scala statt.
August Bournonville, der die Originalversion von Taglioni in Paris gesehen hatte, kreierte vier Jahre nach der Uraufführung eine eigene zweite Fassung nach der neukomponierten Musik des jungen Herman Severin Løvenskiold, der seine Partitur mit original schottischen Melodien bereicherte. Bournonvilles von Taglionis Choreografie inspirierte Neufassung wurde am 28. November 1836 an der Königlichen Oper in Kopenhagen aufgeführt. In dieser Inszenierung tanzte Lucile Grahn die Titelrolle. Diese Fassung ist deutlich kürzer als die Originalversion und bis heute die bekannteste.
1972 brachte Pierre Lacotte an der Pariser Oper eine Rekonstruktion von Taglionis Originalchoreografie zur Musik von Schneitzhoeffer heraus, die 2008 von der Staatsoper Hamburg übernommen wurde.

## Handlung
Die Handlung des Balletts basiert auf der Novelle Trilby des Franzosen Charles Nodier.
Der Ort der Handlung ist das schottische Hochland. Der Schäfer James steht am Vorabend seiner Hochzeit, als eine geflügelte Waldfee (Sylphide) sich in ihn verliebt und sich ihm zeigt. Auch James verliebt sich in das Fabelwesen, ist aber immer noch Willens, seine Braut Effie zu heiraten. Die alte Hexe Madge weissagt Effie, dass ihr Bräutigam eine andere mehr als sie liebt, woraufhin James die Hexe hinauswirft. In dem darauf folgenden Tanz mit seiner Braut wird James erneut von der Fee gestört, allerdings kann außer ihm keiner sie sehen. Vor dem Altar merkt James, dass die Hochzeitsringe verschwunden sind. Auf ihr Zeichen hin folgt er der Fee in den Wald. Dort, im Kreise ihrer Schwestern, erkennt er, dass seine Liebe als Sterblicher zu einem unsterblichen Wesen aussichtslos ist. Also bittet er die Hexe, ihm zu der Fee zu verhelfen. Diese gibt ihm einen verzauberten Schal, mit dem er das Fabelwesen bannen kann. Nachdem James der Sylphide den Schal umgelegt hat, stirbt sie in den Armen der anderen Feen. Als James daraufhin bemerkt, dass Effie mittlerweile dabei ist, einen anderen Mann zu heiraten, will er die Hexe töten. Diese kommt ihm jedoch zuvor und tötet ihn mit einem Fluch.

## Zur Bedeutung
Nach dem Tanz der verdammten Nonnen im dritten Akt der Oper Robert le diable, der eine Wende im Ballett andeutete, gilt La Sylphide als Beginn des Romantischen Balletts, dessen bekanntestes Werk bis heute Giselle geblieben ist. Außerdem bedeutete die Interpretation der Rolle durch die Taglioni den Durchbruch für den Spitzentanz, den sie meisterhaft beherrschte. Das weiße Phantasiekostüm der Sylphide mit dem wadenlangen Tüllrock (Tutu) ist darüber hinaus bis heute eines der klassischen Ballettkostüme geblieben.

## Trivia
Das Les Sylphides genannte Ballett nach Kompositionen von Frédéric Chopin, das 1902 von den Ballets Russes in der Choreografie von Michel Fokine aufgeführt wurde, basiert zwar auch auf dem Fabelwesen der Sylphide, hat aber mit dem hier beschriebenen Ballett ansonsten nichts zu tun.